# Edith Schmidt
Edith Schmidt ist eine ehemalige deutsche Tischtennis-Nationalspielerin aus dem Anfang der 1950er Jahre. Sie wurde 1954 deutscher Meister im Doppel.

## Werdegang
Schmidt spielte Ende der 1940er Jahre beim FC Bamberg, danach bei MTV München von 1879, mit dessen Damen sie 1950/51 Deutscher Mannschaftsmeister wurde. Anfang der 1950er Jahre trat sie für die Stuttgarter Kickers an. 1950 gewann sie mit der Mannschaft von Bayern den Deutschlandpokal.
Der DTTB nominierte sie für die Individualwettbewerbe der Weltmeisterschaft 1951 in Wien. Hier gewann sie im Einzel gegen Coby Van Megen (Niederlande) und erreichte kampflos die dritte Runde, wo sie der Belgierin Josee Wouters unterlag. Das Doppel mit Hobig (Österreich) schied in der ersten Runde gegen Betty Gray / Betty Crews (Wales) aus. Auch im Mixed mit Dieter Mauritz verlor sie in der ersten Runde gegen die späteren Silbermedaillengewinner Vilim Harangozo/Ermelinde Wertl (Jugoslawien/Österreich).
1952 nahm sie an den Internationalen englischen Meisterschaften teil. 1954 war ein erfolgreiches Jahr. Sie gewann die Meisterschaft der Pfalz, siegte bei den Internationalen Meisterschaften der Schweiz im Einzel und Doppel (mit Kirsten Doser) und wirkte im Länderkampf gegen die Schweiz mit. Zudem gewann sie mit Hanne Imlau (später Hanne Schlaf) die Deutsche Meisterschaft im Doppel. Ein Jahr später gelangte dieses Doppel ins Endspiel. Zuvor hatte Schmidt viermal das Halbfinale erreicht: 1950 im Einzel, 1951 im Doppel mit Erika Buchhold und im Mixed mit Walter Than sowie 1952 im Doppel mit Maria Urszinyi.
In der deutschen Rangliste wurde sie 1949/50 auf Platz sechs geführt, in der gesamtdeutschen Rangliste belegte sie 1953 Platz zehn.

## Privat
Schmidt heiratete 1961 und hieß danach Edith Bierbrauer.

## Turnierergebnisse
| Verband | Turnier           | Jahr | Ort  | Land | Einzel    | Doppel    | Mixed     | Team |
| ------- | ----------------- | ---- | ---- | ---- | --------- | --------- | --------- | ---- |
| GER     | Weltmeisterschaft | 1951 | Wien | AUT  | letzte 16 | letzte 32 | letzte 64 |      |